# Bulbophyllum conspersum
Bulbophyllum conspersum är en orkidéart som beskrevs av Johannes Jacobus Smith. Bulbophyllum conspersum ingår i släktet Bulbophyllum och familjen orkidéer. Inga underarter finns listade i Catalogue of Life.